# Muftiatul Cultului Musulman din România
Muftiatul Cultului Musulman din România (în limba turcă Romanya Müslümanları Müftülüğü) este un muftiat sau instituție religioasă islamică condusă de către un muftiu cu sediul la Constanța. Conform hotărârilor guvernului României, Muftiatul Cultului Musulman din România este singura instituție de cult care îi reprezintă la nivel oficial pe credincioșii cultului musulman din România.

## Istorie, organizare și atribuții
Începând cu prima jumătate a secolului al XV-lea, Dobrogea a devenit parte a Imperiului Otoman. Pentru a administra această regiune și a satisface nevoile religioase ale comunității musulmane locale, formată în majoritate din turci și tătari, autoritățile otomane au organizat provincia în mai multe muftiate. În anul 1878, după Războiul de Independență al României, existau patru muftiate, de orientare hanafită, care s-au unit în perioada interbelică în urma unei reorganizări administrative a cultului, rezultând două muftiate: unul la Constanța și celălalt la Tulcea. În anul 1943, după o nouă reorganizare, cele două muftiate s-au unit într-unul singur cu sediul la Constanța. Primul muftiu al întregii comunități musulmane din România a fost Sîdîk Ibrahim H. Mîrzî (1943-1945). Actualul muftiu este Murat Iusuf.
Conform hotărârii de guvern nr. 628 din 11 iunie 2008 privind recunoașterea Statutului cultului musulman din România, muftiatul, cu sediul în municipiul Constanța, este personalitate juridică și este singura instituție de cult care îi reprezintă pe credincioșii cultului musulman din România.
- Muftiatul îndeplinește următoarele atribuții:

a) îndrumă și coordonează toate activitățile religioase din cadrul comunităților musulmane;
b) acordă și supraveghează asistența religioasă;
c) colaborează cu instituțiile abilitate ale statului privind educația religioasă din cadrul unităților de învățământ;
d) înființează și organizează cursuri pentru învățarea Coranului (Kur'an Kurslari);
e) organizează pelerinaje la locurile sfinte și inițiază cursuri de pregătire a enoriașilor pentru efectuarea ritualului de pelerinaj;
f) eliberează avize pentru înființarea de noi lăcașuri de cult, precum geamii și mesgiduri, coordonează și controlează activitățile desfășurate în lăcașurile de cult aflate în proprietatea unor persoane fizice sau juridice aparținând cultului musulman;
g) utilizează mijloace de informare în masă proprii și editează cărți, reviste, broșuri și alte materiale informative privind aspecte din viața comunității;
h) stabilește orientarea noilor lăcașuri de cult către Kaaba;
i) efectuează ritualul religios pentru persoanele care doresc să se convertească la islam;
j) administrează moscheea "Carol" și geamia "Hunkar", situate în municipiul Constanța, precum și bunurile mobile și imobile aflate în proprietatea cultului musulman din localitățile unde nu există comitete locale musulmane.
- Atribuțiile muftiului sunt următoarele:

a) este șeful cultului musulman. În calitate de conducător spiritual al cultului musulman, acesta conduce activitățile comunităților musulmane, în conformitate cu principiile religiei islamice;
b) colaborează cu instituții publice și private în activitățile care prezintă importanță pentru cultul musulman, pe plan intern și extern;
c) supraveghează și răspunde de activitatea Muftiatului;
d) pune în practică hotărârile luate de Șura-i Islam - Consiliul Sinodal și verifică dacă sunt aplicate;
e) ia decizii cu caracter obligatoriu atât pentru clerici, cât și pentru celelalte categorii de personal administrativ, în aplicarea prevederilor statutare și a regulamentelor;
f) decide încadrarea imamilor în funcție și transferul acestora;
g) propune Șura-i Islam - Consiliul Sinodal sancționarea personalului clerical și a celorlalte categorii de personal.
- În ceea ce privește numirea muftiului, aceasta se face prin vot secret în cadrul consiliului sinodal (Șura-i Islam). Candidații înscriși pentru ocuparea postului de muftiu trebuie să îndeplinească următoarele condiții:

a) să fie cetățean român, să fie născut în România și să nu fi avut altă cetățenie;
b) să fie absolvent al Seminarului Musulman din Medgidia, al Colegiului Național "Kemal Ataturk" cu profil teologic din Medgidia sau al unei instituții teologice islamice din România ori din străinătate cu diploma acreditată și echivalată de statul român;
c) să nu aibă antecedente penale;
d) să nu facă parte din niciun partid politic sau din nicio organizație nonguvernamentală cu caracter religios;
e) să aibă vechimea în muncă de cel puțin 5 ani ca imam sau deservent de cult în cadrul Muftiatului.

## Lista muftiilor de la Constanța de dupăRăzboiul de Independență:
- Hağí Mustafa Șerif (1878-1894)
- Bekir Arif (1894-1895)
- Seid Ahmet Bekir  (1895-1901)
- Hússein  Ali Avmi  (1901-1909)
- Hafuz Rifat Abdul Ğelil (1909-1914)
- Mehmet Alí (1914-1917)
- Ibram Kadír Múeddin (1918-1926)
- Kadír Halil (1926-1929)
- Resul Nuriy (1929-1933)
- Șahip Bolat Abdurrahim (1933-1937)
- Sadîk Bolat Septar (1937-1938)
- Kurt-Amet Mustafa (1938-1943)
- Sîdîk Ibrahim H. Mîrzî (1943-1945)
- Reșit Seit-Velí (1945-1947)
- Mitat Rifat (1947)
- Septar Mehmet Yakub (1947-1990)
- Ablachim Ibrahim (1990)
- Osman Negiat (1990-2000)
- Bagâș Sanghirai (2000-2005)
- Murat Iusuf (2005-prezent)